# Ptychobarbus chungtienensis
Ptychobarbus chungtienensis är en fiskart som först beskrevs av Tsao, 1964.  Ptychobarbus chungtienensis ingår i släktet Ptychobarbus och familjen karpfiskar. Inga underarter finns listade i Catalogue of Life.